# Loi d'extremum généralisée
En probabilité et statistique, la loi d'extrémum généralisée est une famille de lois de probabilité continues qui servent à représenter des phénomènes de valeurs extrêmes (minimum ou maximum). Elle comprend la loi de Gumbel, la loi de Fréchet et la loi de Weibull, respectivement lois d'extrémum de type I, II et III. Le théorème de Fisher-Tippett-Gnedenko établit que la loi d'extremum généralisée est la distribution limite du maximum (adéquatement normalisé) d'une série de variables aléatoires indépendantes de même distribution (iid).
La loi d'extrémum généralisée est connue sous le nom de loi de Fisher-Tippett, d'après Ronald Fisher et L. H. C. Tippett qui ont étudié les trois formes fonctionnelles ci-dessous. Parfois, ce nom signifie plus particulièrement le cas de la loi de Gumbel.

## Définition
Soient {\displaystyle \mu \in \mathbb {R} } est un paramètre de position, {\displaystyle \sigma \in \mathbb {R} ^{+*}} un paramètre de dispersion et {\displaystyle \xi \in \mathbb {R} } un paramètre de forme appelé « indice des valeurs extrêmes ». La fonction de répartition de la loi d’extrémum généralisée est :
{\displaystyle F(x;\mu ,\sigma ,\xi )=\exp \left(-\max \left\{0,1+\xi \left({\frac {x-\mu }{\sigma }}\right)\right\}^{-{\frac {1}{\xi }}}\right)}
Si {\displaystyle \xi =0}, l'expression n'est pas définie et doit s'entendre comme une limite qu'on peut calculer :
{\displaystyle F(x;\mu ,\sigma ,0)=\exp \left(-\exp \left({\frac {\mu -x}{\sigma }}\right)\right)}
La fonction de densité est :
{\displaystyle f(x;\mu ,\sigma ,\xi )={\frac {1}{\sigma }}\left(1+\xi \left({\frac {x-\mu }{\sigma }}\right)\right)^{-{\frac {1+\xi }{\xi }}}\exp \left(-\left(1+\xi \left({\frac {x-\mu }{\sigma }}\right)\right)^{-{\frac {1}{\xi }}}\right)}
Sauf si {\displaystyle \xi =0} :
{\displaystyle f(x;\mu ,\sigma ,0)={\frac {1}{\sigma }}\exp \left({\frac {\mu -x}{\sigma }}\right)\exp \left(-\exp \left({\frac {\mu -x}{\sigma }}\right)\right)}

## Moments
Soit {\displaystyle g_{k}=\Gamma (1-k\xi )}avec {\displaystyle k\in \{1,2,3,4\}} et {\displaystyle \Gamma } la fonction gamma. L'espérance, la variance et le mode d'une variable suivant la loi d'extremum généralisée peuvent s'exprimer par : 
- {\displaystyle \mathbb {E} (X)=\mu +{\frac {\sigma }{\xi }}(g_{1}-1)}
- {\displaystyle \mathbb {V} (X)={\frac {\sigma ^{2}}{\xi ^{2}}}(g_{2}-g_{1}^{2})}
- {\displaystyle \operatorname {Mode} (X)=\mu +{\frac {\sigma }{\xi }}[(1+\xi )^{-\xi }-1]}

La dissymétrie dépend du signe de {\displaystyle \xi } :
{\displaystyle \kappa _{3}(X)=\mathbb {E} \left[\left({\frac {X-\mathbb {E} (X)}{\sqrt {\mathbb {V} (X)}}}\right)^{3}\right]=\mathrm {sgn} (\xi ){\frac {g_{3}-3g_{1}g_{2}+2g_{1}^{3}}{(g_{2}-g_{1}^{2})^{3/2}}}}
Le kurtosis vaut :
{\displaystyle \kappa _{4}(X)=\mathbb {E} \left[\left({\frac {X-\mathbb {E} (X)}{\sqrt {\mathbb {V} (X)}}}\right)^{4}\right]={\frac {g_{4}-4g_{1}g_{3}+6g_{2}g_{1}^{2}-3g_{1}^{4}}{(g_{2}-g_{1}^{2})^{2}}}-3}

## Lien avec les lois de Fréchet, de Weibull et de Gumbel
Le paramètre {\displaystyle \xi } spécifie le comportement de la distribution dans ses queues.
| Valeur de {\displaystyle \xi } | Loi de… | …dite de type… | Fonction de répartition |
| ------------------------------ | ------- | -------------- | --- |
| {\displaystyle \xi =0}         | Gumbel  | I              | {\displaystyle F(x;\mu ,\sigma ,0)=\exp \left(-\exp \left({\frac {\mu -x}{\sigma }}\right)\right)}                                                                   |
| {\displaystyle \xi >0}         | Fréchet | II             | {\displaystyle F(x;\mu ,\sigma ,\xi )={\begin{cases}0&x\leq \mu \\\exp \left(-\left({\frac {x-\mu }{\sigma }}\right)^{-{\frac {1}{\xi }}}\right)&x>\mu \end{cases}}} |
| {\displaystyle \xi <0}         | Weibull | III            | {\displaystyle F(x;\mu ,\sigma ,\xi )={\begin{cases}\exp \left(-\left({\frac {\mu -x}{\sigma }}\right)^{-{\frac {1}{\xi }}}\right)&x<\mu \\1&x\geq \mu \end{cases}}} |

## Remarques
- La distribution décrite est celle d'un maximum. La loi d'extrémum généralisée pour un minimum s'obtient en remplaçant {\displaystyle x} par {\displaystyle -x} dans les fonctions, et en passant de {\displaystyle F} à {\displaystyle 1-F}. En particulier, la loi de Weibull « ordinaire », telle qu'elle apparaît dans les études de fiabilité, s'obtient en posant la variable {\displaystyle t=\mu -x}, pour offrir un support strictement positif ({\displaystyle x>0}). Elle se voit donc « retournée » : son domaine a une borne inférieure au lieu d'une borne supérieure. Cependant, dans les applications pratiques, 0 est souvent pris comme borne inférieure.
- Les trois lois ont des domaines de nature différente : la loi de Gumbel est non bornée, la loi de Fréchet est bornée inférieurement, la loi de Weibull retournée est bornée supérieurement.
- La loi de type I est la distribution du logarithme d'une loi de type II ou d'une loi de type III (du logarithme de l'opposé d'une type III retournée).